# Manowar Tour 2008
Nel 2008 i Manowar non hanno intrapreso un vero e proprio tour ma solamente tre concerti che però si sono rivelati mastodontici, infatti nelle due giornate del Magic Circle Festival hanno suonato per intero i loro primi 6 album oltre ad altri pezzi più recenti per una durata totale di 6 ore, mentre al Kaliakra Rock Fest in Bulgaria in un'unica serata si sono esibiti davanti a più di 20.000 persone con una set list di 40 canzoni per 5 ore e 1 minuto battendo il record nel guinness dei primati come concerto Heavy Metal più lungo della storia, record che apparteneva già agli stessi manowar .

## Scaletta
La scaletta è stata incentrata soprattutto sui primi brani del gruppo.

## Formazione
- Eric Adams - voce
- Joey DeMaio - basso
- Karl Logan - chitarra
- Kenny Earl Edwards (Rhino) - batteria

## Date e tappe
|                |             |          |                       |  |  |  |
| 5 luglio 2008  | Kavarna     | Bulgaria | Kaliakra Rock Fest    |  |  |  |
| 11 luglio 2008 | Bad Arolsen | Germania | Magic Circle Festival |  |  |  |
| 12 luglio 2008 | Bad Arolsen | Germania | Magic Circle Festival |  |  |  |